# 御杖村

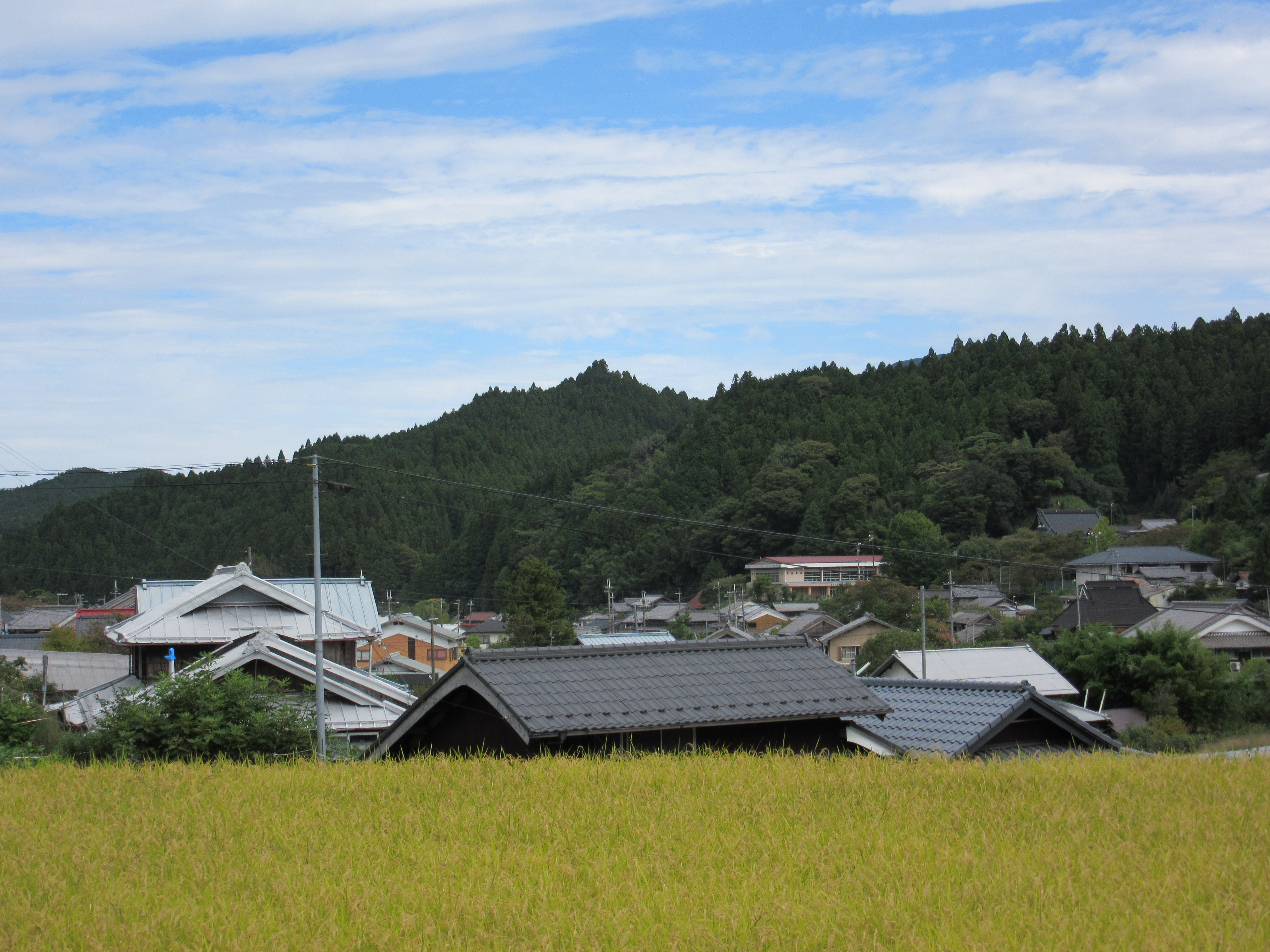
御杖村神末地区

御杖村（みつえむら）は、奈良県宇陀郡にある村。奈良県と三重県の県境に位置している。

## 地理

### 位置
隣接する宇陀郡曽爾村と同様に、奈良県を北部と南部に2区分する場合は南部に分類され、さらに細分化する場合は南東部に分類される。曽爾高原の南側に位置し、名張川の源流がある。伊勢本街道が通っている。

### 気候
山間部が多く、冷涼多雨の気候となっている。

### 地形

#### 山地
主な山
- 学能堂山
- 三峰山
- 古光山

主な峠
- 桜峠

#### 河川
主な川
- 名張川

### 人口
| |                                        |  |
| 御杖村と全国の年齢別人口分布（2005年） | 御杖村の年齢・男女別人口分布（2005年） |  |
| ■紫色 ― 御杖村 ■緑色 ― 日本全国 | ■青色 ― 男性 ■赤色 ― 女性              |  |
| 御杖村（に相当する地域）の人口の推移 \| 1970年（昭和45年） \| 3,852人 \| \| \| 1975年（昭和50年） \| 3,593人 \| \| \| 1980年（昭和55年） \| 3,430人 \| \| \| 1985年（昭和60年） \| 3,287人 \| \| \| 1990年（平成2年） \| 3,035人 \| \| \| 1995年（平成7年） \| 2,840人 \| \| \| 2000年（平成12年） \| 2,623人 \| \| \| 2005年（平成17年） \| 2,366人 \| \| \| 2010年（平成22年） \| 2,102人 \| \| \| 2015年（平成27年） \| 1,759人 \| \| \| 2020年（令和2年） \| 1,479人 \| \| |                                        |  |
| 総務省統計局 国勢調査より |                                        |  |
| 1970年（昭和45年） | 3,852人                                |  |
| 1975年（昭和50年） | 3,593人                                |  |
| 1980年（昭和55年） | 3,430人                                |  |
| 1985年（昭和60年） | 3,287人                                |  |
| 1990年（平成2年） | 3,035人                                |  |
| 1995年（平成7年） | 2,840人                                |  |
| 2000年（平成12年） | 2,623人                                |  |
| 2005年（平成17年） | 2,366人                                |  |
| 2010年（平成22年） | 2,102人                                |  |
| 2015年（平成27年） | 1,759人                                |  |
| 2020年（令和2年） | 1,479人                                |  |

奈良県統計

- 2009年4月1日現在 :　2,244人
- 人口増加率（2002年→2007年） : -10.6%

### 隣接自治体
奈良県
- 宇陀郡曽爾村
- 吉野郡東吉野村

三重県
- 津市
- 松阪市

## 歴史

### 古代
『和名抄』には、隣の曽爾村と共に「宇陀郡漆部（ぬりべ）郷」として見える。

### 沿革
明治
- 1889年（明治22年）4月1日 - 町村制の施行により、菅野村・神末村・土屋原村・桃俣村の区域をもって御杖村が発足。

平成
- 2003年（平成15年）4月に設置された宇陀地区合併協議会（法定）に参加したが、11月に曽爾村とともに離脱。その後曽爾村と2村での合併が構想され、2004年（平成16年）1月に曽爾御杖合併協議会（法定）が設置されたが、合併協議会は2005年（平成17年）1月に解散した。

### 村域の変遷
| 明治22年 | 現在 |
| -------- | ---- |
| 奈良県   |      |
| 宇陀郡   |      |
| 御杖村   |      |

## 政治

### 行政

#### 首長
- 村長：伊藤　収宜

### 議会

#### 村議会
- 村議会：議員定数8名

#### 衆議院
衆議院議員選挙の選挙区は「奈良県第3区」、奈良県議会議員選挙の選挙区は「宇陀郡・宇陀市選挙区」（定数：1）となっている。

## 経済

### 第一次産業

#### 農業
農協
- 奈良県農業協同組合（JAならけん）
  - みつえ支店

#### 林業
村内に杉などの建材店がある。
森林組合
- 御杖村森林組合

### 金融機関
農業協同組合
- JAならけん
  - みつえ支店（菅野） - JAバンクのATMも設置。

日本郵政グループ
- 日本郵便  - ゆうちょ銀行

## 施設

### 警察
本部
- 奈良県警察 桜井警察署

駐在所
- 御杖駐在所（宇陀郡御杖村菅野）

### 消防
本部
- 奈良県広域消防組合

消防署
- 宇陀消防署東分署（宇陀郡御杖村土屋原）

### 郵便局
村内の郵便番号は「633-13xx」（御杖郵便局の集配担当）となっている。
主な郵便局
- 御杖郵便局（菅野） - 集配局。ゆうちょ銀行ATMのホリデーサービス実施局。
- 神末（こうずえ）簡易郵便局（神末）

### 文化施設
- みつえ体験交流館

## 教育

### 中学校
村立
- 御杖村立御杖中学校

### 小学校
村立
- 御杖村立御杖小学校

### 幼児教育
村立
- 御杖村立御杖保育所

## 交通

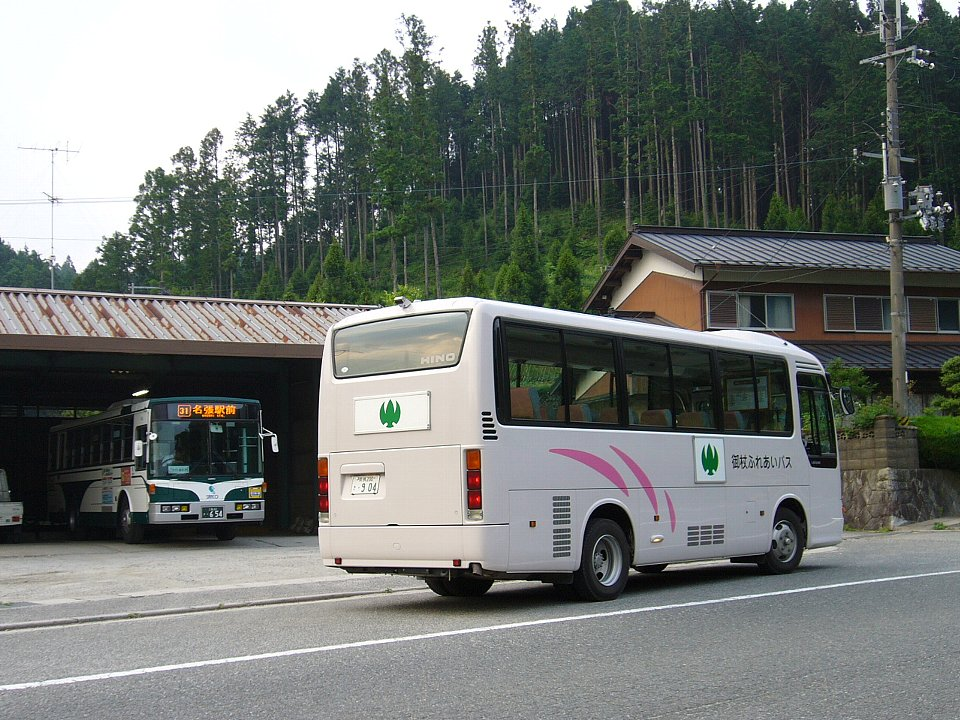
御杖ふれあいバス
（神末敷津にて。奥は三重交通）

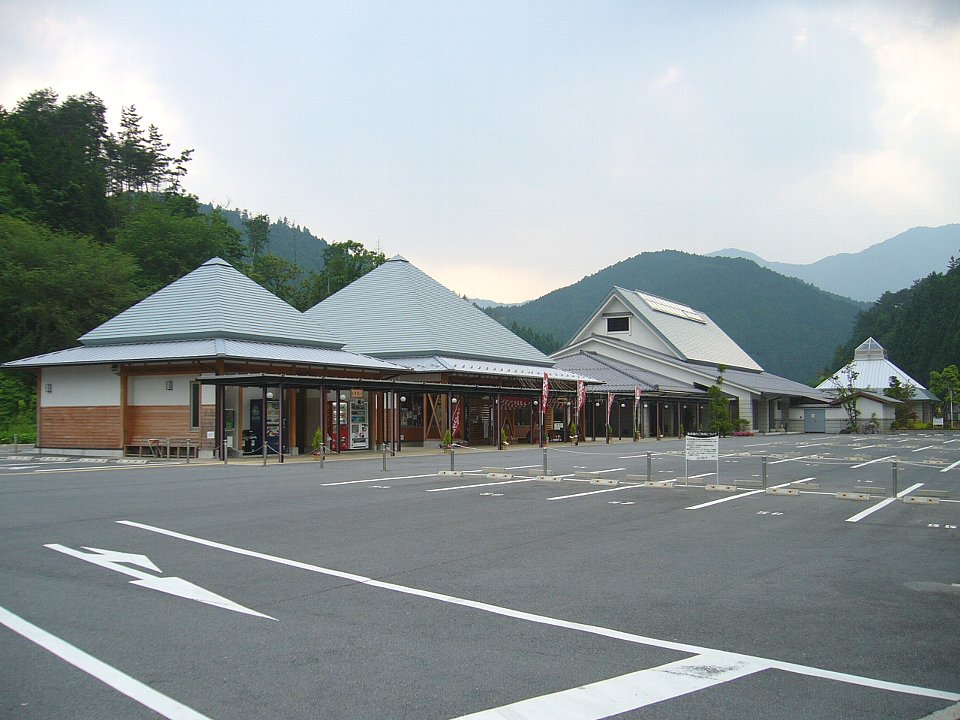
道の駅伊勢本街道 御杖

### 鉄道
村内を走る鉄道路線は無い。鉄道を利用する場合の最寄り駅は、近鉄大阪線の榛原駅あるいは名張駅。

### バス

#### 路線バス
村内を、御杖コミュニティバス「御杖ふれあいバス」や津市コミュニティバスが走っており、2箇所で近鉄大阪線方面からのバスと接続している。
- 神末敷津バス停（三重交通は同位置で敷津バス停）
  - 三重交通　名張駅～敷津・奥津駅
- 掛西口バス停（曽爾村に位置。三重交通は同位置で掛西バス停）
  - 奈良交通　榛原駅～曽爾村役場前
  - 三重交通　名張駅前～山粕西

毎年1月・2月の土休日は奈良交通が臨時の霧氷バスを榛原駅～みつえ青少年旅行村をノンストップ運行している。

### 道路

#### 国道
- 国道368号
- 国道369号

#### 県道
- 奈良県道31号榛原菟田野御杖線
- 奈良県道783号土屋原飯高線

### 道の駅
- 道の駅伊勢本街道 御杖

## 観光

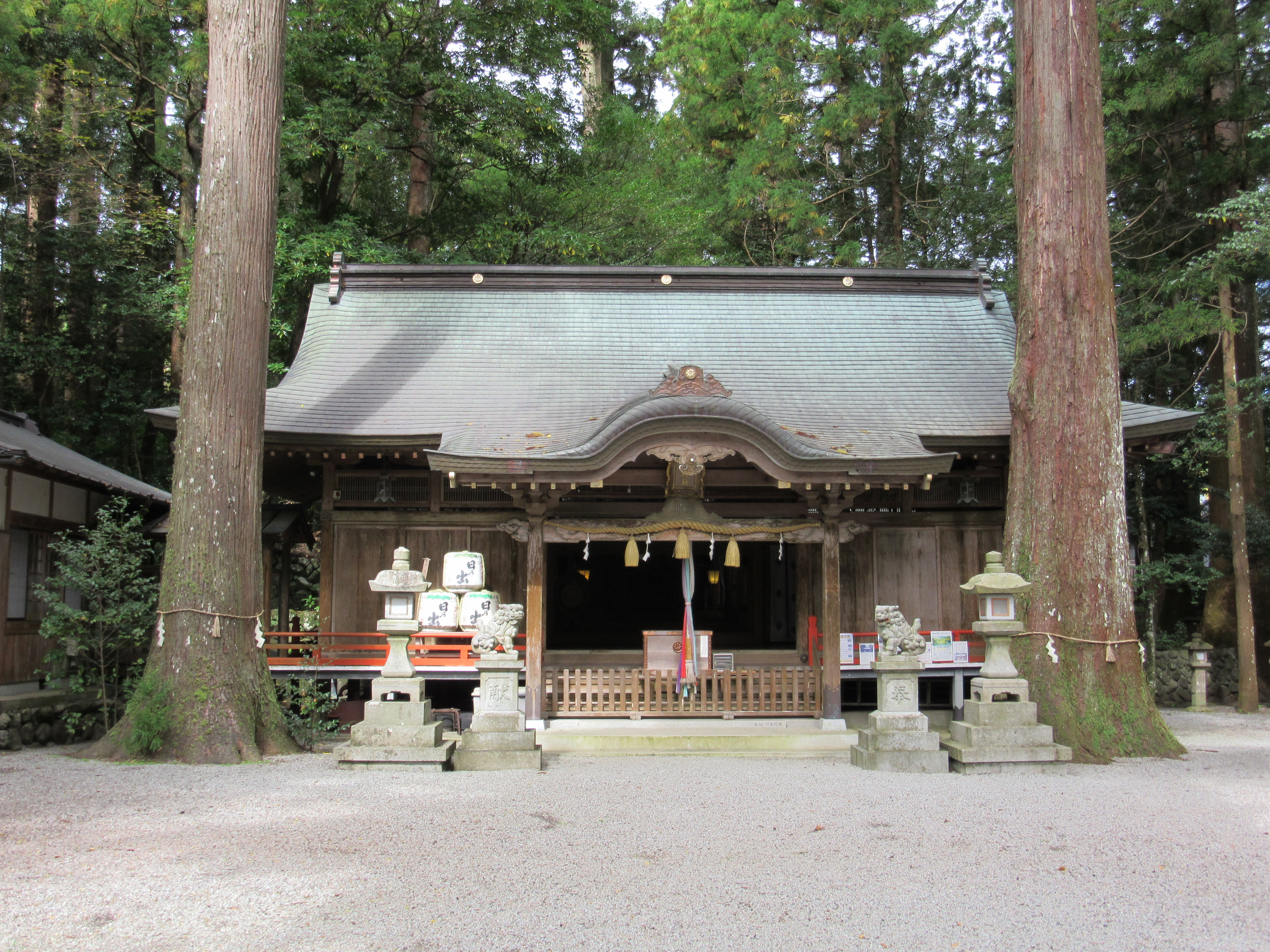
御杖神社

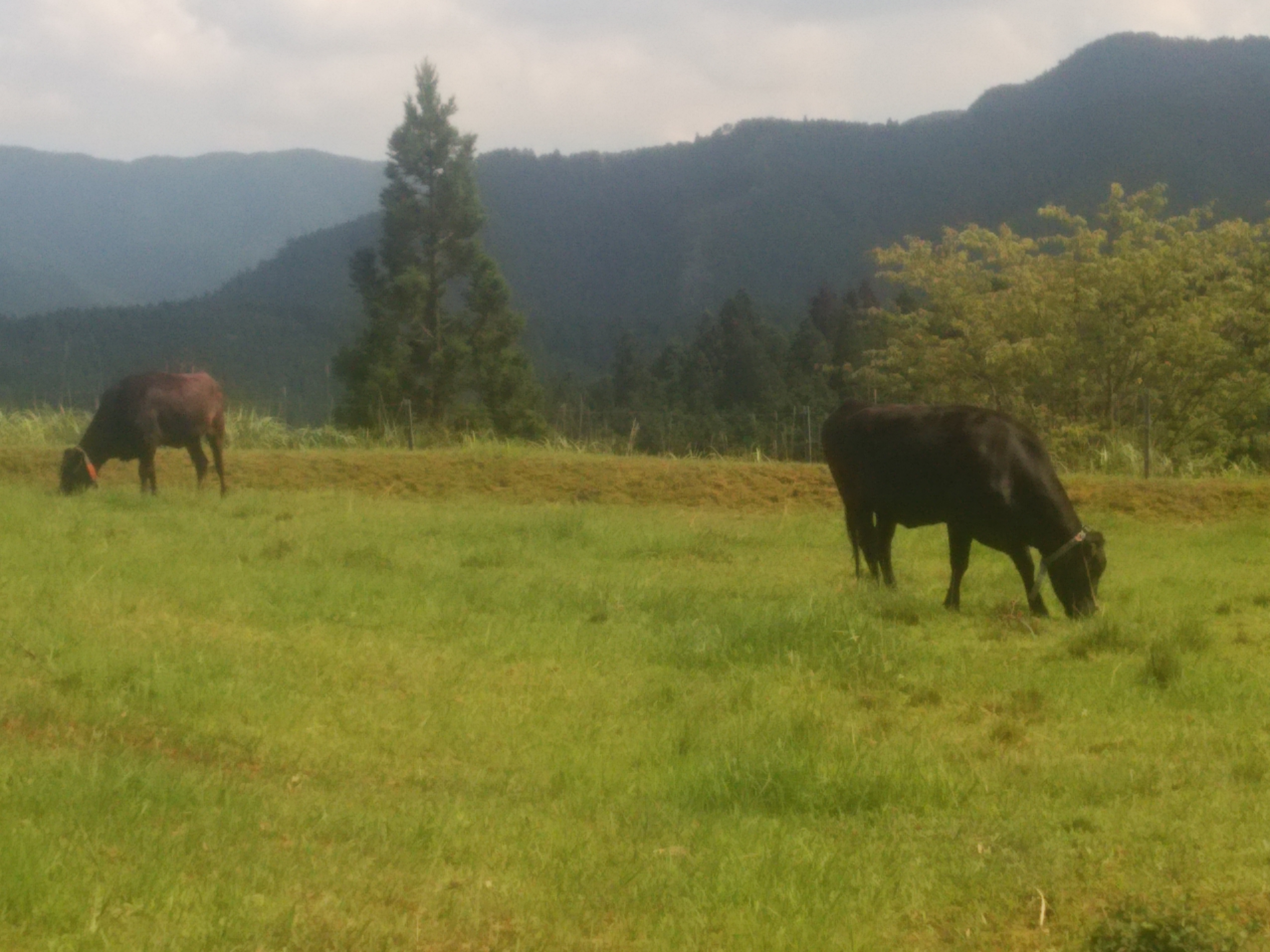
みつえ高原牧場

### 名所・旧跡
主な城郭
- 菅野城跡

主な寺院
- 安能寺
- 真興寺
- 東禅寺
- 林泉寺

主な神社
- 御杖神社
- 四社神社
- 高角神社

### 観光スポット
自然
- 三峰山
- みつえ青少年旅行村
- みつえ高原牧場 - 大和牛を飼育

公園
- 丸山公園 - サクラ

温泉
- みつえ温泉『姫石の湯』

宿泊施設
- 三季館

## 文化・名物

### 名産・特産
- 大和牛 - 奈良県を代表するブランド牛